# Lucía Estrada
Lucía Estrada (Medellín, Colombia, 1980) es una poeta colombiana. Su poesía explora el mundo de la noche, el símbolo, la escritura como destino, el misterio del ser y el sueño. 
Formó parte del comité organizador del Festival Internacional de Poesía de Medellín entre los años 2003 y 2007. Miembro del comité editorial de la revista Alhucema de Granada (España). Sus textos han sido traducidos al inglés, alemán, francés e italiano y difundidos en diferentes antologías de Colombia, Costa Rica, España, México, Chile, Perú y Venezuela. 
De su poesía escribió en su momento, para el prólogo de Las Hijas del Espino, el poeta colombiano Juan Manuel Roca: "Las Hijas del Espino es uno de los más bellos libros que se hayan escrito en Colombia, desde la Madre Josefa del Castillo a nuestros días".  

## Obra

### Algunas publicaciones
- Fuegos Nocturnos (1997)
- Noche Líquida (Ministerio de Cultura, Costa Rica, 1999)
- Maiastra (Ediciones Arlequín, Medellín, 2003)
- Las Hijas del Espino (Cobalto Ediciones, 2006; Hombre Nuevo Ediciones, 2008. ISBN 9588245560
- El Ojo de Circe (Universidad Externado de Colombia, 2007)
- El Círculo de la Memoria (Antología), 2008 - Lustra Editores, Perú. ISBN 9786034529137
- La noche en el espejo (2010)
- Cuaderno del ángel (2012)
- Katábasis (2017)

## Premios
- Premio de poesía Ciudad de Medellín, 2005
- Beca de creación en poesía, Alcaldía de Medellín, 2008.
- Premio Nacional de poesía Ciudad de Bogotá, 2009.
- Nominada por la UNESCO al Premio Mundial de Poesía Joven, Struga, 2009
- Premio Nacional de poesía Ciudad de Bogotá, 2017.